# Ayoub Sørensen
Ayoub Ahmani Sørensen (født 12. april 1988 i Casablanca, Marokko) er en tidligere dansk-marokkansk fodboldspiller, som kun spillet i ungdomsrækkerne så som Brøndby, Lyngby, Hvidovre og SønderjyskE. Han står noteret for 20 kampe og tre mål i Superligaen. der senest spillede for SønderjyskE. Hans primære position er som offensiv kantspiller, og han er lige dygtig med begge ben.[kilde mangler]
Ayoub Sørensen flyttede med sin familie fra hjemlandet Marokko til København, da han var syv år udelukkende for at spille fodbold.  
Ayoub Sørensen begyndte sin fodboldkarriere i Boldklubben Frem, men blev allerede i 2005 scouted af Brøndby IF. I Brøndby nåede han at spille 55 kampe og scorede i alt 32 mål for Brøndby.  
Brøndby sendte ham til prøvetræning i Monaco, hvor klubben var interesseret i at hente ham, men skiftet udeblev udelukkende fordi han havde problemer med sin opholdstilladelse i Danmark.  
I september 2007 valgte Ayoub Sørensen dog at skifte til Hvidovre IF for at fortsætte sin fodboldkarriere. Hos Hvidovre IF spillede han sine første kampe som professionel fodboldspiller og slog straks til med sine hurtige driblinger.[kilde mangler]
I januar 2009, blev Sørensen solgt videre til Lyngby BK for at spille superliga. I 2011 og 2012 blev han kåret til superligaens bedste tekniker af Kanalsport. I 2013 skiftede til SønderjyskE på en 3-årig aftale.
2017 valgte han at opsige sin kontrakt, eftersom han konstant havde problemer med sin lyske og selvom han fik talrige operationer, lykkedes det ham aldrig at være smertefri. 
Han fik aldrig sin helt store gennembrud i fodbolden pga skader, og arbejder han som træner for ungdomsspiller.[kilde mangler]
I sommeren 2021 meldte Sørensen sig under fanerne i Vanløse IF